# Trichopilia tortilis
Trichopilia tortilis är en orkidéart som beskrevs av John Lindley. Trichopilia tortilis ingår i släktet Trichopilia och familjen orkidéer. Inga underarter finns listade i Catalogue of Life.

## Bildgalleri

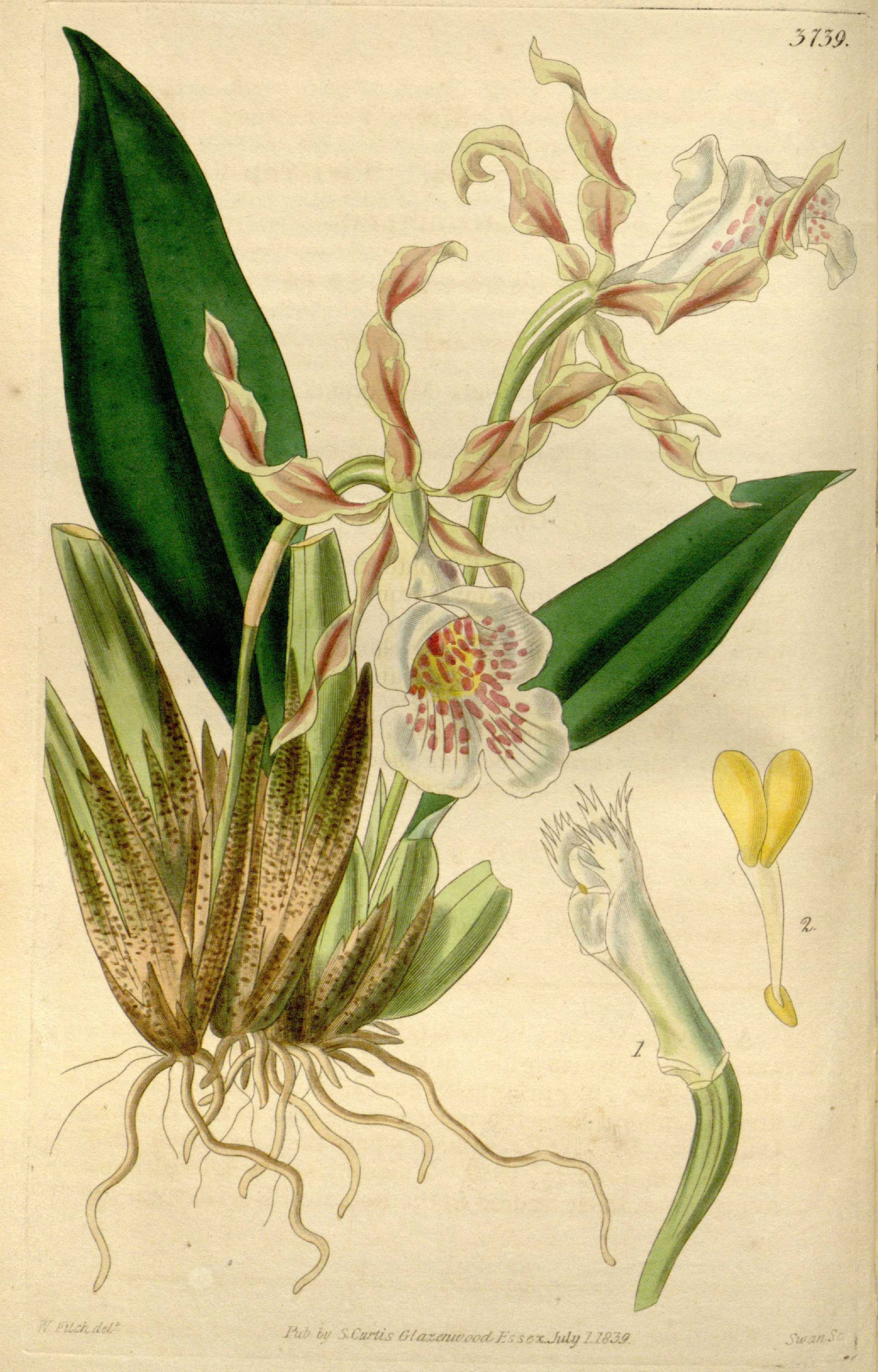